# Сіріклі (Красноармійський район)
Сіріклі́ (рос. Сирикли, чув. Çирĕклĕ) — присілок у складі Красноармійського району Чувашії, Росія. Входить до складу Ісаковського сільського поселення.
Населення — 167 осіб (2010; 199 у 2002).
Національний склад:
- чуваші — 99 %